# Tarsalia mimetes
Tarsalia mimetes är en biart som först beskrevs av Cockerell 1933.  Tarsalia mimetes ingår i släktet Tarsalia och familjen långtungebin. Inga underarter finns listade i Catalogue of Life.